# Elecciones municipales de San José de 2002
Las elecciones municipales de San José de 2002 fueron las primeras elecciones democráticas de la era moderna para escoger a la recién creada figura de Alcalde y dos vicealcaldes (a raíz de la reforma al Código Municipal hecha en 1998), de la municipalidad de San José, capital de Costa Rica, y de los demás municipios del país. También se eligieron los síndicos e integrantes de los Concejos de Distrito. 
Resultó ganador el entonces Ejecutivo Municipal de San José (cargo hasta entonces designado por el Concejo Municipal de San José) Johnny Araya Monge del Partido Liberación Nacional con el 36% de los votos. Otros candidatos fueron Fernando Zumbado de Alianza por San José, Luis Marino Castillo del Partido Unidad Social Cristiana y Benjamín Odio del Partido Acción Ciudadana.

## Candidatos
| Partido | Partido                         | Candidato a alcalde              | Candidatos a vicealcaldes                                       |
| ------- | ------------------------------- | -------------------------------- | --------------------------------------------------------------- |
|         | Partido Liberación Nacional     | Johnny Araya Monge               | Maureen Cecilia Clarke Clarke y Luz María Soto Molina           |
|         | Partido Unidad Social Cristiana | Luis Marino Castillo López       | Maria Gabriela Rodríguez González y Sergio Enrique Calvo Vargas |
|         | Alianza para Avanzar            | Jorge Luis Vargas Espinoza       | Aleida María Solano Torres y Gerardo Mora Rodríguez             |
|         | Alianza por San José            | Fernando Eduardo Zumbado Jiménez | Marina Aguiluz Armas y José Martin Zamora Cordero               |
|         | Partido Acción Ciudadana        | Benjamín Odio Chan               | Yamilette Quesada Pacheco y Edgar Orozco Saborío                |
|         | Movimiento Libertario           | Douglas Altamirano Quesada       | Marta Eugenia Angulo Madrigal y David Marcelo Johnson Ward      |
|         | San José Somos Todos            | Walter Sancho Gómez              | Arturo Hernández Muñoz y Leda María Solórzano Picado            |
|         | Partido Independiente Obrero    | Kismeth Cubero Moya              | Walter Julio Gamboa Ureña y Rodolfo Solera Solera               |